# Справа Світлани Давидової
Справа Світлани Давидової — кримінальний процес за звинуваченням у державній зраді — злочині, передбаченому статтею 275 Кримінального кодексу Російської Федерації, багатодітної матері з Вязьми Світлани Давидової.

## Особистість обвинуваченої
Світлана Володимирівна Давидова, 1978 р.н. — мати сімох дітей. Чоловік — Анатолій Горлов

## Обставини справи
За версією слідства, у квітні 2014 року Світлана Давидова помітила, що розташована по сусідству з її будинком військова частина ГРУ спорожніла. Пізніше, під час поїздки в маршрутці, Давидова почула розмову військовослужбовця цієї частини про те, що його разом з товаришами по службі «невеликими групами переправляють до Москви, обов'язково в цивільному, а звідти далі у відрядження». Жінка, яка засуджує розпалювання війни на сході України, вирішила, що військовослужбовці вирушають у Донецьк і телефоном повідомила про це в посольство України.

## Кримінальний процес

### Арешт і утримання під вартою
21 січня 2015 року, через 8 місяців після факту, в якому її звинувачують, Світлану Давидову було арештовано оперативною групою ФСБ. 22 січня Лефортовским районним судом Москви було обрано запобіжний захід у вигляді взяття під варту з утриманням у СІЗО. Призначений слідством Давидової адвокат Андрій Стебнєв відмовився оскаржувати її арешт. Незабаром стало відомо, що Давидова змінила адвоката. Стебнєва було замінено колегією захисників, до якої належать, зокрема, Іван Павлов та Сергій Бадамшин (Павлов має досвід у справах про державну зраду — він захищав визнаного винним у шпигунстві на користь Японії журналіста Григорія Паська). На початку лютого 2015 року, після звернення нових адвокатів, Давидову звільнили з СІЗО, а вже в березні 2015 року кримінальне провадження щодо неї було закрите.

### Матеріали справи
1 лютого стало відомо, що в матеріалах справи є висновок фахівців Генштабу Міноборони про те, що відомості, передані нею в посольство України в Москві, є достовірними і становлять державну таємницю зі ступенем секретності «таємно».

## Критика
За інформацією Euronews, адвокати та правозахисники заявляють, що вчинок Давидової не можна вважати державною зрадою, оскільки її припущення суперечать офіційній позиції міністерства оборони, яке заявляло, що російські військовослужбовці в Україні не воюють. Проте ж, факт порушення такої кримінальної справи побічно доводить протилежне.
Також, шквал критики в соціальних мережах викликали висловлювання адвоката Андрія Стебнєва, який заявив в інтерв'ю радіостанції «Говорить Москва», що вбачає звинувачення на адресу своєї підопічної обґрунтованими. Він повідомив, що «оскаржувати її арешт не треба, тому що всі ці засідання і галас у пресі — зайва психологічна травма для її дітей». Блогери звинуватили адвоката в непрофесіоналізмі і запропонували позбавити ліцензії.